# Барбекю (соус)
Соус барбекю (англ. barbecue sauce, сокр. BBQ sauce) — это соус, используемый в качестве маринада, приправы, для приготовления или топпинга мяса, приготовленного в стиле барбекю, включая свиные или говяжьи рёбра и курицу. Это распространённая приправа на юге США, а также используется во многих других блюдах. Ингредиенты различаются, но в большинстве случаев включают в себя уксус, томатную пасту или майонез (или их комбинацию) в качестве основы, а также «жидкий дым», луковый порошок, специи, такие как горчица и чёрный перец, и подсластители, такие как сахар или патока.

## История
Некоторые считают, что происхождение соуса для барбекю связано с образованием первых американских колоний в XVII веке. Ссылки на соус начинают появляться как в английской, так и во французской литературе в течение следующих двухсот лет. Горчичный соус Южной Каролины, разновидность соуса для барбекю, восходит к немецким поселенцам XVIII века.
Ранние домашние соусы для барбекю обычно готовились только из уксуса, соли и перца. Сахар, кетчуп и вустерский соус начали использовать в 1920-х годах, но после Второй мировой войны количество сахара и ингредиентов резко увеличилось.
Первый коммерчески производимый соус для барбекю рекламировала компания по производству соусов для барбекю в Атланте в 1909 году. Heinz была первой крупной компанией, которая в 1940 году начала продавать соус для барбекю в бутылках. Вскоре после этого General Foods представила «Open Pit». Kraft Foods вышла на рынок только примерно в 1960 году, но благодаря активной рекламе ей удалось стать лидером рынка. Компания Kraft также начала производить кулинарные масла с прикреплёнными пакетиками со специями, обеспечивая ещё один путь на рынок соусов для барбекю.

## Варианты
В разных географических регионах есть свои особые стили и разновидности соуса для барбекю.

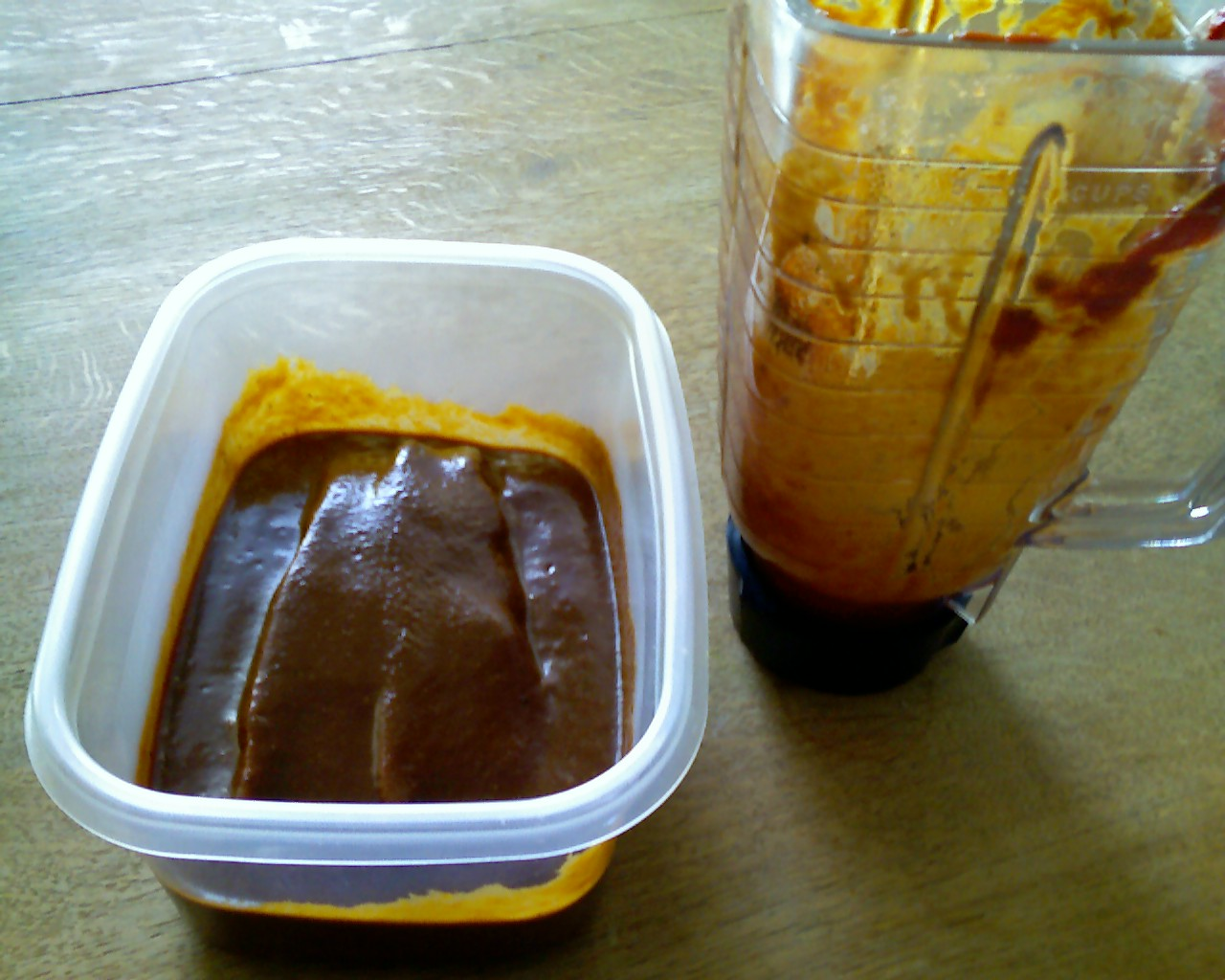
Домашний соус барбекю

### Восточная Каролина
Большинство американских соусов для барбекю берёт своё начало от соуса, распространённого в восточных регионах Северной и Южной Каролины. Самый простой и самый ранний, он был популяризирован африканскими рабами, которые также способствовали развитию американского барбекю, и первоначально он был сделан из уксуса, молотого чёрного перца и острого перца чили. Его используют в качестве соуса для моппинга мяса: моп (англ. mop — «швабра») — это специальный соус, который с помощью кисти, похожей на маленькую швабру, наносят на мясо во время копчения. Также соус для барбекю используют и в качестве дипа при подаче. Тонкий и острый, он проникает в мясо и снимает во рту ощущение жирности. В этом соусе мало или совсем нет сахара, он имеет заметно более терпкий вкус, чем большинство других соусов для барбекю.

### Западная Каролина
В районах Лексингтона и Пьемонта на западе Северной Каролины соус часто называют дипом. Он похож на соус из Восточной Каролины с добавлением томатной пасты, томатного соуса или кетчупа.
Горчичный соус Южной Каролины — часть штата Южная Каролина известна своими жёлтыми соусами для барбекю, состоящими в основном из жёлтой горчицы, уксуса, сахара и специй . Этот соус наиболее распространён в области от Колумбии до Чарльстона, где проживает много немцев.

### Мемфис
Этот вариант соуса похож на стиль Западной Каролины, но с использованием патоки в качестве подсластителя и с дополнительными специями.

### Канзас-Сити
Тут соус густой, красновато-коричневый, на томатной основе, сделанный с сахаром, уксусом и специями. Он гуще и слаще, чем из Западной Каролины, не так сильно проникает в мясо, остаётся на поверхности. Это самый распространённый и популярный соус в США и вариант большинства коммерческих соусов для барбекю.

### Техас
В некоторых традиционных ресторанах соусы сильно приправлены тмином, перцем чили или порошком чили, чёрным перцем и свежим луком, при этом используется меньше помидоров и сахара. Соус средней густоты и часто напоминает жидкий томатный суп. Он легко проникает в мясо, а не остаётся сверху. Бутилированные соусы для барбекю из Техаса часто отличаются от тех, что используются в ресторанах, потому что они не содержат топлёного животного жира.

### Белый соус Алабамы
Северная Алабама известна своим характерным белым соусом на основе майонеза, включающим также яблочный уксус, сахар, соль и чёрный перец, который используется преимущественно для курицы и свинины.